# Otto Gelsted
Einar Otto Gelsted (født Jeppesen 4. november 1888 i Middelfart – 22. december 1968 i København) var en dansk forfatter, lyriker, litteraturkritiker og journalist. Han var medlem af Danmarks Kommunistiske Parti fra 1929.

## Opvækst og virke
Otto Gelsted var søn af købmand i Middelfart Peder Jeppesen og Marie Larsen og blev døbt den 20. januar 1889. Han blev opdraget katolsk, men vendte sig mod sin baggrund og vendte sig til kulturradikale kredse og blev ven med blandt andre Poul Henningsen. Han var medarbejder ved dennes tidsskrift Kritisk Revy 1926-28 og var fra 1936 journalist tilknyttet Arbejderbladet og senere Politiken og Ekstra Bladet. Efter krigen blev han tilknyttet Land og Folk. Under den tyske besættelse flygtede Gelsted til Sverige, hvor han skrev "emigrantdigte". Hans digt De mørke fugle om 9. april 1940 vakte opsigt og blev en uofficiel nationalsang.
Hans litterære virksomhed falder i tre faser: En tidlig som lyriker med debutsamlingen De evige ting i 1920. Under anden verdenskrig skrev han ligesom Nordahl Grieg mobiliserende og patriotiske digte. I sine sidste år genoptog han sin interesse for græsk sprog og kultur og udgav i 1954 og 1955 gendigtninger af Homers Odysseen og Iliaden. I begyndelsen af 1996 blev et ufærdigt manuskript til en dansk oversættelse af den romerske digter Catullus fundet i Hans Reitzels Forlags arkiv. Otto Gelsted har oversat den mellem 1958 og 1968, og den blev færdiggjort og udgivet i 1997 af Erik Barfoed.
Otto Gelsted ligger begravet på Ordrup Kirkegård.

## "Naturen, det billige Skidt"
Otto Gelsted er ophavsmand til udtrykket "Naturen, det billige Skidt", som han mente ironisk. I digtsamlingen Under Uvejret (1934) skrev han under titlen Sommerøen (dvs. øen Enehøje i Nakskov Fjord, hvor både Gelsted og Peter Freuchen havde sommerhus):
Jeg kommer igen til min sommerø
Til naturen, det billige skidt
og aspen suser mig mørkt i møde
og blitfuglen fløjter: blit, blit!
Frasen "naturen, det billige skidt" er blevet en fast vending og også misbrugt, idet Gelsteds holdning var den, at ikke kun ting købt for penge er af værdi. Mange tillægger uretmæssigt Poul Henningsen citatet. "Blitfuglen" henviser formentlig til "brogeblit" eller "blitte", ældre jyske navne for den sort-hvide vadefugl klyde.

## Hæder
- Drachmannlegatet, 1958
- Dansk Oversætterforbunds Ærespris, 1958
- Jeanne og Henri Nathansens Mindelegat, 1962